# Sol Catusius
Sol Catusius war ein antiker römischer Toreut (Metallarbeiter), der gegen Ende des 1. Jahrhunderts in Niedergermanien tätig war.
Sol Catusius ist heute nur noch aufgrund von drei Signaturstempeln auf zwei Kellen und einem Sieb aus Bronze bekannt, die beide in den Grenzen des heutigen Deutschlands gefunden wurden. Eine Kelle wurde gemeinsam mit dem Sieb gefunden. Bei den Stücken handelt es sich um:
1. Bronzeschöpfkelle, gefunden in Letter bei Hannover, heute im Niedersächsischen Landesmuseum Hannover.[1]
2. Bronzeschöpfkelle, gefunden mit Nummer 3 in einem Brandgrab in Apensen, Landkreis Stade; heute im Kreisheimatmuseum Stade.[2]
3. Bronzesieb, gefunden mit Nummer 2 in einem Brandgrab in Apensen, Landkreis Stade; heute im Kreisheimatmuseum Stade.[3]

## Einzelbelege
1. ↑  Inventarnummer 18.867; Richard Petrovszky: Studien zu römischen Bronzegefäßen mit Meisterstempeln. Leidorf, Buch am Erlbach 1993, S. 298–299, Nr. S.12.01.
2. ↑  Inventarnummer 1570a; Richard Petrovszky: Studien zu römischen Bronzegefäßen mit Meisterstempeln. Leidorf, Buch am Erlbach 1993, S. 299, Nr. S.12.02.
3. ↑  Inventarnummer 1570b; Richard Petrovszky: Studien zu römischen Bronzegefäßen mit Meisterstempeln. Leidorf, Buch am Erlbach 1993, S. 299, Nr. S.12.02.

| Personendaten    | Personendaten                      |
| ---------------- | ---------------------------------- |
| NAME             | Sol Catusius                       |
| KURZBESCHREIBUNG | antiker römischer Toreut           |
| GEBURTSDATUM     | 1. Jahrhundert                     |
| STERBEDATUM      | 1. Jahrhundert oder 2. Jahrhundert |